# Guts Over Fear
«Guts Over Fear» — первый сингл с компиляции ShadyXV и саундтрек к фильму «Великий уравнитель», записанный американским рэпером Эминемом совместно с австралийской певицей Сией. Официальная премьера сингла состоялась 25 августа 2014 года. Отрывки трека были представлены в первом и втором трейлерах фильма «Великий уравнитель», опубликованных соответственно 4 июля и 15 августа.

## Видеоклип
Клип был показан на сайте YouTube 24 ноября 2014, в день официального релиза компиляции ShadyXV. В съёмках приняла участие модель Винни Харлоу.

## Хит-парады
| Страна                        | Лучший результат |
| ----------------------------- | ---------------- |
| США «Billboard Hot 100»       | 20               |
| США «Billboard Digital Songs» | 6                |